# Resolució 1371 del Consell de Seguretat de les Nacions Unides
La Resolució 1371 del Consell de Seguretat de les Nacions Unides fou adoptada per unanimitat el 26 de setembre de 2001. Després de reafirmar les resolucions 1244 (1999) i 1345 (2001) sobre la situació a l'antiga Iugoslàvia, inclosa la República de Macedònia, el Consell va demanar la plena aplicació de la seva Resolució 1345 sobre violència i activitats terroristes a Macedònia i el sud de Sèrbia.
El Consell de Seguretat va donar la benvinguda a les mesures adoptades pel govern de Macedònia per consolidar una societat multiètnica dins de les seves fronteres. D'altra banda, també va apreciar l'acord d'Ohrid signat a la capital macedònia Skopje l'agost de 2001 entre quatre partits polítics i el president Boris Traikovski. Foren benvinguts els esforços del govern macedoni, la Unió Europea, l'OTAN i l'Organització per a la Seguretat i la Cooperació a Europa (OSCE) per prevenir l'escalada de les tensions ètniques i gestionar la situació de seguretat a la regió.
En convocar la plena aplicació de la resolució 1345, el Consell va reafirmar la integritat territorial i la sobirania de Macedònia i d'altres estats de la regió. Va rebutjar l'ús de la violència per assolir els objectius polítics i va subratllar que només les solucions polítiques pacífiques podrien portar l'estabilitat i la democràcia a Macedònia. Es va instar la plena aplicació de l'Acord Marc i es van acollir els esforços internacionals a aquest efecte. La resolució també va donar suport a la creació d'una presència de seguretat multinacional a Macedònia, sol·licitada pel seu govern, per donar seguretat als observadors. Es va establir una força el 2003.
Finalment, foren benvinguts els esforços de la Força Internacional per Kosovo (KFOR) i la Missió d'Administració Provisional de les Nacions Unides a Kosovo (UNMIK) per implementar la Resolució 1244, especialment pel que fa al tràfic d'armes il·legals a través de les fronteres i la confiscació d'armament.